# Chevru
Chevru ist eine französische Gemeinde mit 1026 Einwohnern (Stand: 1. Januar 2022) im Département Seine-et-Marne in der Region Île-de-France. Sie gehört zum  Arrondissement Meaux und zum Kanton Coulommiers. Die Einwohner werden Chevrotins genannt.

## Geographie
Die Gemeinde Chevru liegt etwa zehn Kilometer südwestlich von La Ferté-Gaucher, 14 Kilometer südöstlich von Coulommiers und 60 Kilometer östlich von Paris.

## Bevölkerungsentwicklung
| Jahr      | 1962 | 1968 | 1975 | 1982 | 1990 | 1999 | 2006 | 2014 |
| Einwohner | 313  | 302  | 309  | 380  | 496  | 855  | 1063 | 1103 |

## Sehenswürdigkeiten
Siehe: Liste der Monuments historiques in Chevru